# Parco della Brughiera Briantea
Il parco della Brughiera Briantea è stata la prima area naturale protetta a Nord di Milano ed ha avuto un'importanza ambientale fondamentale per la biodiversità della Lombardia. Fino al 2018 era un Parco locale di interesse sovracomunale della Lombardia. Fu originariamente istituito nel 1983 come Parco regionale, con lo scopo di tutelare la flora, la fauna e le aree di interesse geologico di una porzione della Brianza comense; ciononostante, non arrivò mai a questo status istituzionale e fu gestito come un PLIS. Il 30 giugno 2018 è stato incorporato nel Parco regionale delle Groane.

## Origini del nome
Il nome della Brughiera deriva da brucus, termine tardolatino di origine celtica usato per indicare una pianticella dalle foglie molto piccole e con fiori rosa a forma di campanella, così numerosi da formare una macchia unica. Il brugo, il cui nome scientifico è Calluna vulgaris, è una pianta che fa parte della famiglia delle Ericaceae, che predilige terreni poveri e argillosi ed è indicatrice dell’acidità del suolo.

## Geografia
Si estendeva sul territorio di 9 comuni e di 2 province per un'estensione complessiva di 2.603 ettari. Confinava a sud-est con il PLIS Brianza Centrale di Seregno e a nord con il Lago di Montorfano.

## Flora
A causa del terreno "povero" di sostanze nutritive, soprattutto per il fatto che il territorio del Parco era in passato ad uso escavatorio, la flora arboricola nelle zone più basse dei boschi è composta soprattutto da latifoglie, come la Farnia, il Ciliegio, il Carpino bianco, il Tiglio, il Frassino e l'Acero campestre.
Nelle aree umide sono presenti invece l'Olmo e l'Ontano nero.
Gran parte dei boschi del Parco è però dominata dalla Robinia, albero ormai tipico della brughiera lombarda, anche se di origine nordamericana.
Associato al brugo, nel parco troviamo altre piante pioniere come Molinia caerulea, una graminacea che può raggiungere anche i 2 m di altezza, il Pioppo Tremulo e il Salicone, piante che con il loro rapido sviluppo proteggono il terreno dall'erosione. 
Oltre alle numerose specie di piante ad alto fusto nella brughiera troviamo varietà arbustive fondamentali per l’equilibrio dell’ecosistema. 
Tra queste ci sono: il biancospino, il corniolo, la frangola, il sambuco, l’evonimo, il prugnolo, la rosa canina, il ligustro, la ginestra, il nocciolo.

## Accessi e sentieri
Il Consorzio Parco della Brughiera Briantea aveva progettato ed attivato 16 sentieri segnalati, alcuni dei quali, opportunamente percorsi e combinati con altri, compongono un itinerario ad anello che riporta al punto di partenza.
Di seguito la numerazione ufficiale dei sentieri:
- 1. Da  Copreno al Boscaccio
- 2. Da  Lentate sul Seveso a Carimate nella Valle del Seveso
- 3. Da  Cabiate a Mariano Comense (variante località ronchett)
- 4. Da  Cabiate a Mariano Comense (variante Torrente Valletta)
- 5. Da  Camnago a Cabiate
- 6. Dalla  Cascina Colombera (Meda) alla Zoca dei Pirutit
- 7. Da  Meda a Mariano Comense
- 8. Da  Cermenate a Minoprio
- 9.  Nella valle del Seveso (da Asnago a Carimate)
- 10. Da Carimate a Cantù
- 11. Lungo la valle del Serenza (da Carimate a Cascina Moia)
- 12. Da Cascina Amata (Cantù) a cascina San Martino, attraverso la brughiera
- 13. Da Brenna a Cascina Amata, tra i boschi di pino silvestre
- 14. Da Carugo a Pozzolo (Figino Serenza), attraverso il pianalto e la valle di Brenna
- 15. Percorso di Brenna, dalla valle Sorda alla valle di Brenna
- 16. Percorso dei fontanili, Riserva Naturale Fontana del Guercio e fontanile Testa del Nan

## Luoghi di interesse
- Azienda Agricola Il Nuovo Bosco (Novedrate), raggiungibile percorrendo il taglio antifuoco che porta ad una grande cancellata(sempre chiusa, da qui si può ammirare solo dall'esterno: sono visibili gli asini e l'allevamento di lama).
- Villa Padulli (Cabiate)[5], visibile percorrendo il sentiero n°4.
- Cascina Mordina e Laghetti della Mordina (Mariano Comense), raggiungibile attraverso i sentieri n°3 e n°4.
- Laghetto Azzurro (Lentate sul Seveso), raggiungibile percorrendo il sentiero n°1.